# Sterling (Nowy Jork)
Sterling – miasto w Stanach Zjednoczonych, w stanie Nowy Jork, w hrabstwie Cayuga.